# Simino Brdo
Simino Brdo (cyr. Симино Брдо) – wieś w Serbii, w okręgu maczwańskim, w mieście Loznica. W 2011 roku liczyła 223 mieszkańców.